# Anicolor/Tien 21
Anicolor/Tien 21 (código UCI: ATI) es un equipo ciclista portugués de categoría 
Continental.
El equipo fue creado en 2004 en Gaia, ciudad situada en la margen izquierda del río Duero y frente a Oporto, tras la desaparición del equipo ciclista Barbot-Torrié de Gondomar. 
El primer año tomó el nombre de Barbot-Gaia, pues la empresa de pinturas Barbot (que había patrocinado al equipo de Gondomar) se unió al nuevo proyecto. La creación del equipo estuvo ligada al Complejo Deportivo de Pedroso ya que en sus instalaciones estaba ubicada la sede del equipo. Desde su primer año, Barbot fue el patrocinador principal hasta 2012, en que EFAPEL (empresa de material eléctrico), tomó el relevo cambiando el nombre del equipo.

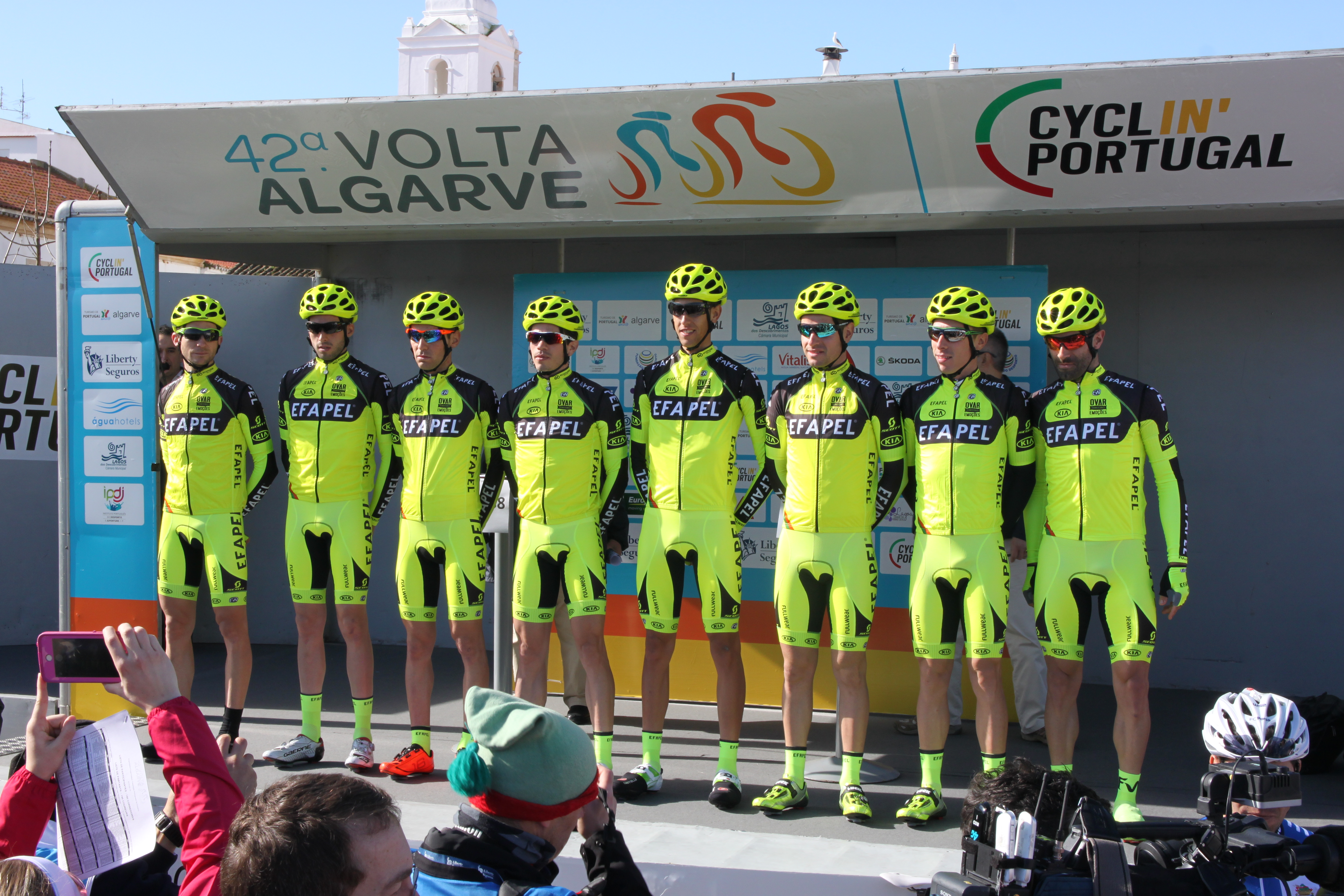
Equipo en la Vuelta al Algarve 2016, cuando se denominaba Efapel.

En su palmarés como equipo, obtuvo por primera vez la principal carrera del país, la Vuelta a Portugal en el año 2012 a través del español David Blanco. 
Su plantilla siempre ha estado conformada mayoritariamente por portugueses, pero varios españoles han pasado por el equipo como Xavier Tondo (2004), David Bernabéu (2008-2010), Santi Pérez (2011) y David Blanco (2012) o Arkaitz Durán (2013).

## Material ciclista
El equipo utiliza bicicletas Orbea y componentes SRAM.

## Clasificaciones UCI
A partir de la temporada 2005 la UCI instauró los Circuitos Continentales UCI. El equipo ha estado participando desde la primera edición principalmente en las carreras del UCI Europe Tour, aunque también ha participado en otros circuitos continentales. Las clasificaciones del equipo y de su ciclista más destacado fueron las que siguen:

### UCI America Tour
| Temporada | Clasificación por equipos | Mejor corredor   | Posición |
| 2007-2008 | 41.º                      | David Bernabéu   | 370.º    |
| 2008-2009 | 7.º                       | Sérgio Ribeiro   | 16.º     |
| 2013-2014 | 27.º                      | Carlos Oyarzún   | 127.º    |
| 2019      | -                         | Fabricio Ferrari | 491.º    |
| 2021      | -                         | Mauricio Moreira | 24.º     |
| 2022      | -                         | Mauricio Moreira | 31.º     |

### UCI Europe Tour
| Temporada | Clasificación por equipos | Mejor corredor         | Posición |
| 2005      | 46.º                      | Alberto Benito         | 85.º     |
| 2005-2006 | 47.º                      | Sérgio Ribeiro         | 47.º     |
| 2006-2007 | 101.º                     | Francisco José Pacheco | 465.º    |
| 2007-2008 | 51.º                      | Francisco José Pacheco | 77.º     |
| 2008-2009 | 73.º                      | David Bernabéu         | 224.º    |
| 2009-2010 | 36.º                      | David Bernabéu         | 96.º     |
| 2010-2011 | 24.º                      | Sérgio Ribeiro         | 58.º     |
| 2011-2012 | 37.º                      | David Blanco           | 74.º     |
| 2012-2013 | 57.º                      | Rui Sousa              | 162.º    |
| 2013-2014 | 39.º                      | Víctor de la Parte     | 111.º    |
| 2015      | 49.º                      | Joni Brandão           | 113.º    |
| 2016      | 46.º                      | Joni Brandão           | 102.º    |
| 2017      | 50.º                      | Jesús del Pino         | 263.º    |
| 2018      | 66.º                      | Henrique Casimiro      | 224.º    |
| 2019      | 61.º                      | Joni Brandão           | 299.º    |
| 2020      | 38.º                      | Joni Brandão           | 256.º    |
| 2021      | 31.º                      | Rafael Reis            | 364.º    |
| 2022      | 29.º                      | Frederico Figueiredo   | 308.º    |

## Palmarés
Para años anteriores, véase Palmarés del Anicolor/Tien 21

### Palmarés 2025

#### Circuitos Continentales UCI
| Fechas       | Circuito             | Carreras                                                          | Ganador       |
| 25 de mayo   | UCI Europe Tour 2025 | 3.ª etapa del Gran Premio de Fronteras y la Sierra de la Estrella | Alexis Guérin |
| 25 de mayo   | UCI Europe Tour 2025 | Gran Premio de Fronteras y la Sierra de la Estrella               | Alexis Guérin |
| 10 de julio  | UCI Europe Tour 2025 | Prólogo del Trofeo Joaquim Agostinho (CRI)                        | Rafael Reis   |
| 13 de julio  | UCI Europe Tour 2025 | Trofeo Joaquim Agostinho                                          | Alexis Guérin |
| 6 de agosto  | UCI Europe Tour 2025 | Prólogo de la Vuelta a Portugal (CRI)                             | Rafael Reis   |
| 17 de agosto | UCI Europe Tour 2025 | 10.ª etapa de la Vuelta a Portugal (CRI)                          | Rafael Reis   |
| 17 de agosto | UCI Europe Tour 2025 | Vuelta a Portugal                                                 | Artem Nych    |

#### Campeonatos nacionales
| Fechas | Carreras | Ganador |

## Plantilla
Para años anteriores, véase Plantillas del Anicolor/Tien 21

### Plantilla 2025
| Nombre           | Nacimiento | Nacionalidad | Equipo 2024                                |
| Xavier Cañellas  | 16/03/1997 | España       | Euskaltel-Euskadi                          |
| Fábio Costa      | 04/07/1999 | Portugal     | ABTF Betão-Feirense                        |
| André Dutra      | 13/06/2006 | Portugal     | Neo (Escola de Ciclismo Bruno Neves)       |
| Paulo Fernandes  | 10/04/2006 | Portugal     | Neo (Landeiro-KTM-Matias & Araújo-Frulact) |
| Rubén Fernández  | 01/03/1991 | España       | Cofidis                                    |
| Alexis Guérin    | 06/06/1992 | Francia      | Team Philippe Wagner-Bazin                 |
| Mason Hollyman   | 25/06/2000 | Reino Unido  | Israel-Premier Tech                        |
| Víctor Martínez  | 28/01/1985 | España       | Sidi Ali-Unlock Team                       |
| Artem Nych       | 21/03/1995 | Rusia        | Sabgal Anicolor                            |
| Gonçalo Oliveira | 04/01/2001 | Portugal     | Neo (Maia/Earth Consulters)                |
| Rafael Reis      | 15/07/1992 | Portugal     | Sabgal Anicolor                            |
| Tiago Santos     | 31/05/2005 | Portugal     | Q36.5 Continental Team                     |
| Pedro Silva      | 07/07/2001 | Portugal     | ABTF Betão-Feirense                        |
| José Sousa       | 16/07/1999 | Portugal     | Sabgal Anicolor                            |
| Harrison Wood    | 14/06/2000 | Reino Unido  | Cofidis                                    |

1. ↑  Hasta el 15 de junio.